# Serial animowany

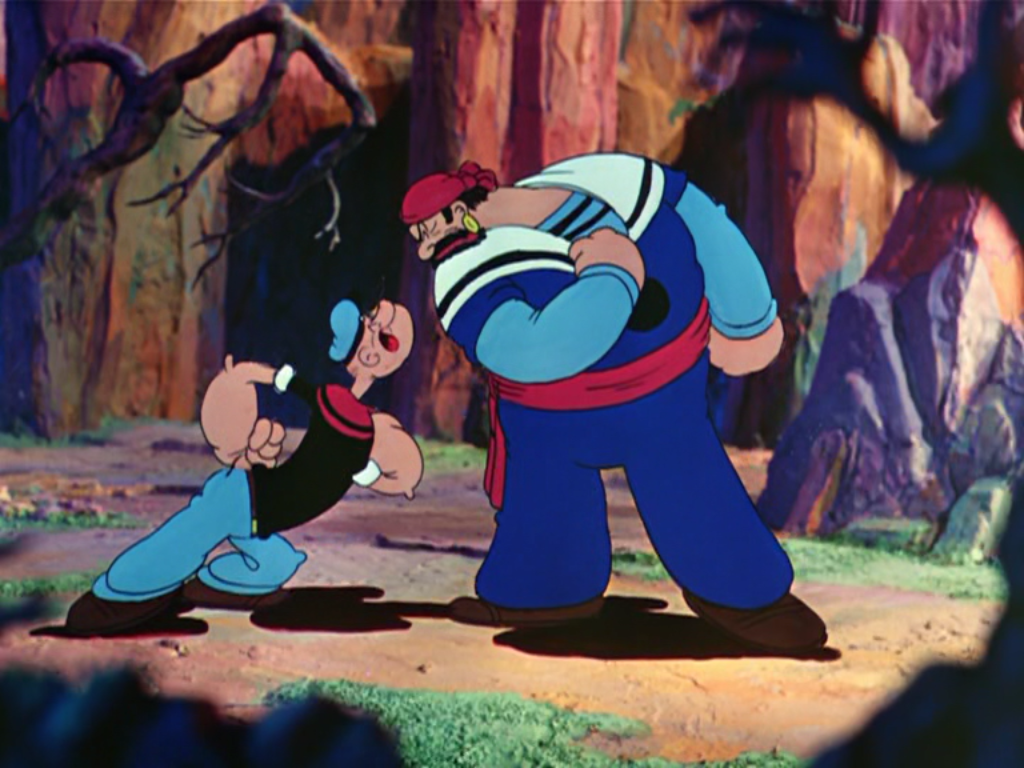
Kadr z serialu animowanego Popeye

Serial animowany – ciąg regularnie pokazywanych (w kinie, telewizji) filmów animowanych o wspólnym tytule seryjnym. Poszczególne odcinki najczęściej posiadają podobnych bohaterów oraz wspólną scenerię. W przypadku kanałów telewizyjnych programy są tworzone lub adaptowane z użyciem wspólnego tytułu seryjnego i mogą być publikowane w regularnych odstępach czasu.

## Historia

### Powstanie
Pierwszym rozpoznawalnym bohaterem serii filmów animowanych był dinozaur Gertie, wymyślony przez amerykańskiego rysownika Winsora McCaya (premiera filmu w 1914). Niebawem na ekranach kin pojawiły się inne znane postacie rysunkowe: kot Fritz (1920) oraz Myszka Miki (1928). Pomysłodawca tej ostatniej postaci, Walt Disney, nadzorował produkcję cyklu Silly Symphonies, stanowiącego ciąg adaptacji różnorodnych mitów, baśni i bajek w formie filmów dźwiękowych. W latach 30. XX wieku pojawiły się kolejne popularne postacie, m.in. Betty Boop (od 1930) z wytwórni Fleischer Studios, Królik Bugs (od 1938) z wytwórni Warner Bros. oraz Tom i Jerry (od 1940) z wytwórni MGM.

### Rozwój
Od lat 50. XX wieku produkcja seriali animowanych przeniosła się do telewizji. Popularność w Stanach Zjednoczonych zdobyła wówczas wytwórnia Hanna-Barbera, odpowiedzialna za szereg słynnych seriali pokroju Scooby Doo (od 1969) oraz Flintstonów (od 1960). W Europie Zachodniej pojawiały się również odnoszące sukces frekwencyjny seriale takie jak francuski cykl edukacyjny Był sobie człowiek (od 1978), włoska La Linea (1972) oraz produkowana w koprodukcji adaptacja niemieckich książek dla dzieci Pszczółka Maja (od 1975). Za żelazną kurtyną uznanie zdobyły seriale takie jak polski Bolek i Lolek, radziecki Wilk i Zając oraz czechosłowackie produkcje wytwórni Krátký Film Praha (Rozbójnik Rumcajs, Sąsiedzi, Krecik).
Od połowy lat 80. XX wieku telewizyjne seriale animowane zwracały się również ku dorosłej widowni. W USA punktem zwrotnym okazała się premiera satyrycznego serialu Simpsonowie, po którym w latach 90. XX wieku nastąpiła ekspansja wulgarnych serii filmowych takich jak South Park, Family Guy tudzież Daria. Nowe możliwości dla tego typu seriali dla dorosłych przyniosły alternatywne formy dystrybucji telewizyjnej (dystrybuowany w internecie Rick & Morty, pokazywany na Netfliksie BoJack Horseman). Specyficznym krajem produkcji widowisk telewizyjnych stała się również Japonia, gdzie powstały serie anime takie jak Dragon Ball Z i Neon Genesis Evangelion. Zmieniały się też warunki produkcji seriali animowanych; na znaczeniu kosztem seriali rysunkowych zyskiwały produkcje trójwymiarowe lub wykorzystujące przynajmniej częściowo formy animacji komputerowej.